# Arroyo de Mendoza (Arroyo Miguelete)
Der Arroyo de Mendoza ist ein kleiner Flusslauf im Süden Uruguays.
Er entspringt im Norden des Departamento Montevideo westlich von Villa Crespo y San Andrés. Von dort fließt er östlich der Ruta 32 nach Süden. Er vollzieht sodann eine Richtungsänderung nach Westen und mündet nach Unterquerung der Ruta 32 als linksseitiger Zufluss in den Arroyo Miguelete.